# Хомбори (гора)
Хомбори́, ранее Хомбори-Тондо (фр. Monts Hombori) — самая высокая гора в Республике Мали, высота которой составляет 1155 метров. Имеет плоскую, как бы срезанную вершину. Расположена в центральной части страны, в провинции Мопти, на трассе между городами Гао и Мопти, близ городка Хомбори. Гора Хомбори относится к самой северной части нагорья Бандиагара.